# MSC Seaside
Le MSC Seaside est un navire de croisière construit aux chantiers de Fincantieri de Monfalcone en Italie.
Le MSC Seaside inaugure la classe Seaside en 2017, il est rejoint par son navire-jumeau, le MSC Seaview en 2018.

## Histoire
En mai 2014, MSC Croisières commande deux navires de type "Seaside" (+1 en option) aux chantiers de Fincantieri de Monfalcone. Cette commande fait suite à celle de la classe Meraviglia aux Chantiers de l'Atlantique STX France de Saint-Nazaire, en effet, un mois après la commande de la classe Meraviglia où le chantier de Monfalcone était en concurrence avec celui de Saint-Nazaire, MSC Croisières décida de commander deux paquebots à Monfalcone, dans l'objectif de doubler sa flotte en 10 ans. Les Seaside auront une architecture différente des paquebots actuels afin de proposer plus d'espaces extérieurs aux passagers.
La découpe de la première tôle du premier navire a lieu le 23 juin 2015, soit un an après la commande.

## Caractéristiques
Le MSC Seaside dispose de plusieurs activités dont:
- Un Aquapark
- Deux clubs : 1 club aurea (massage, plus grande chambre, passage plus rapide lors de l'embarcation) et 1 yacht club (massage, plus grande chambre, passage plus rapide lors de l'embarcation, restaurants privés réservés aux membres du club...).
- Des clubs gratuits pour les enfants de 0 à 15 ans
- Un casino
- Une tyrolienne géante traversant tout le bateau en passant par des anneaux bleu foncé.